# Fürstenau, Osnabrück
Fürstenau là một đô thị của huyện Osnabrück, bang Niedersachsen, Đức. Đô thị này có diện tích 78,62 km². Fürstenau có cự ly 40 kilômét (25 mi) về phía tây bắc của Osnabrück, và 25 kilômét (16 mi) về phía đông Lingen.
Fürstenau là thủ phủ của Samtgemeinde ("đô thị tập thể") Fürstenau.